# Legio XXII Primigenia
La Legio XXII Primigenia (Vigesimosegunda legión «afortunada») fue una legión romana reclutada por el emperador Calígula en el año 39 para sus fallidas campañas germánica y británica, junto con la Legio XV Primigenia. Recibió el número XXII porque debía actuar junto con la Legio XXI Rapax, mientras que el epíteto Primigenia aludía a la Fortuna Primigenia. 

## Historia

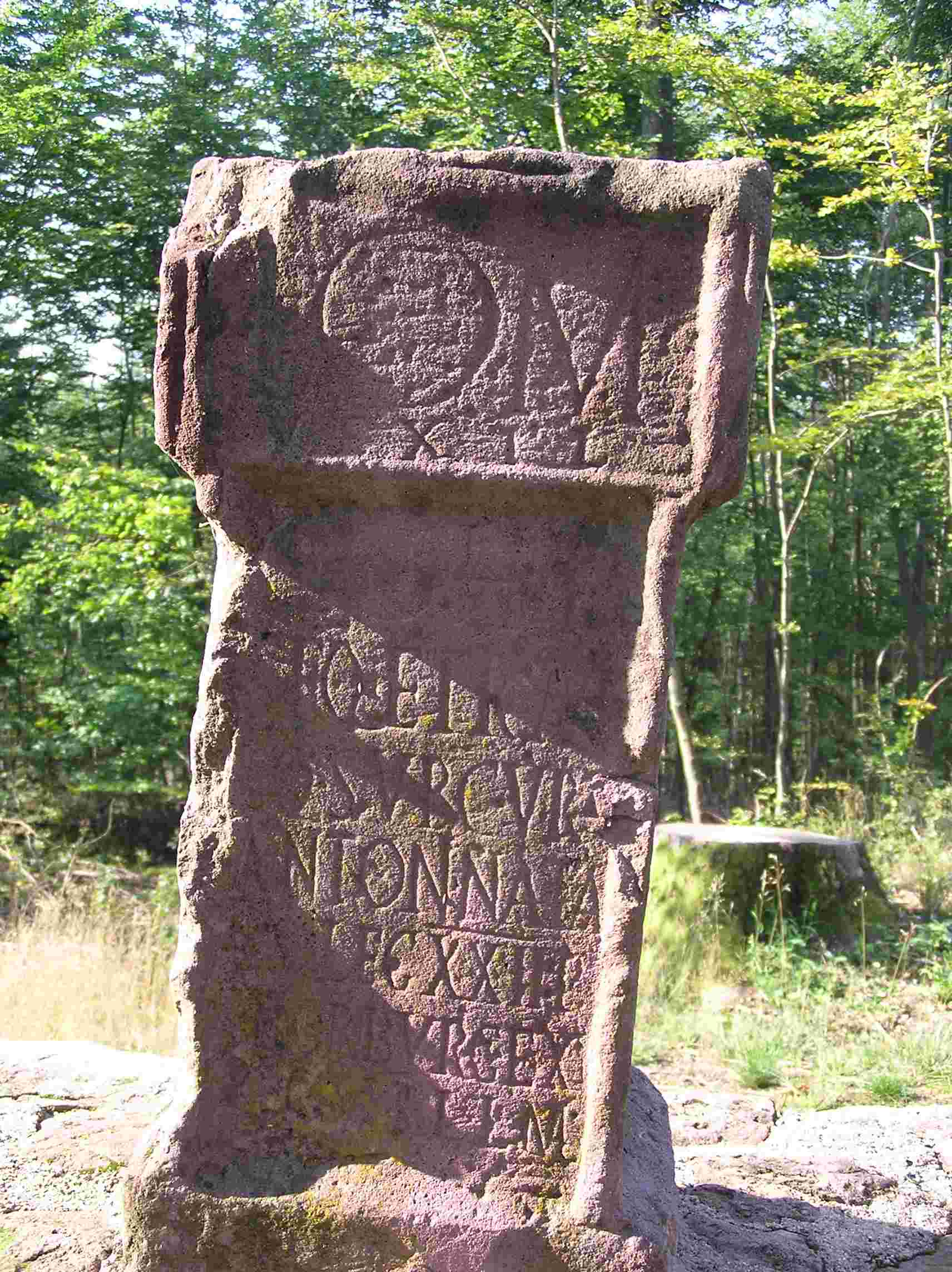
Ara votiva a Júpiter dedicada por un soldado de la XXII Primigenia cerca de su base.

La actividad de esta legión se desarrolló en la provincia de la Germania Superior a lo largo de la mayor parte de su historia. Sus símbolos fueron el capricornio y el dios Hércules.
A lo largo de su historia ocupó el campamento de Mogontiacum (actual Maguncia), donde la legión desempeñó funciones de mantenimiento de paz en la frontera del Rin. 

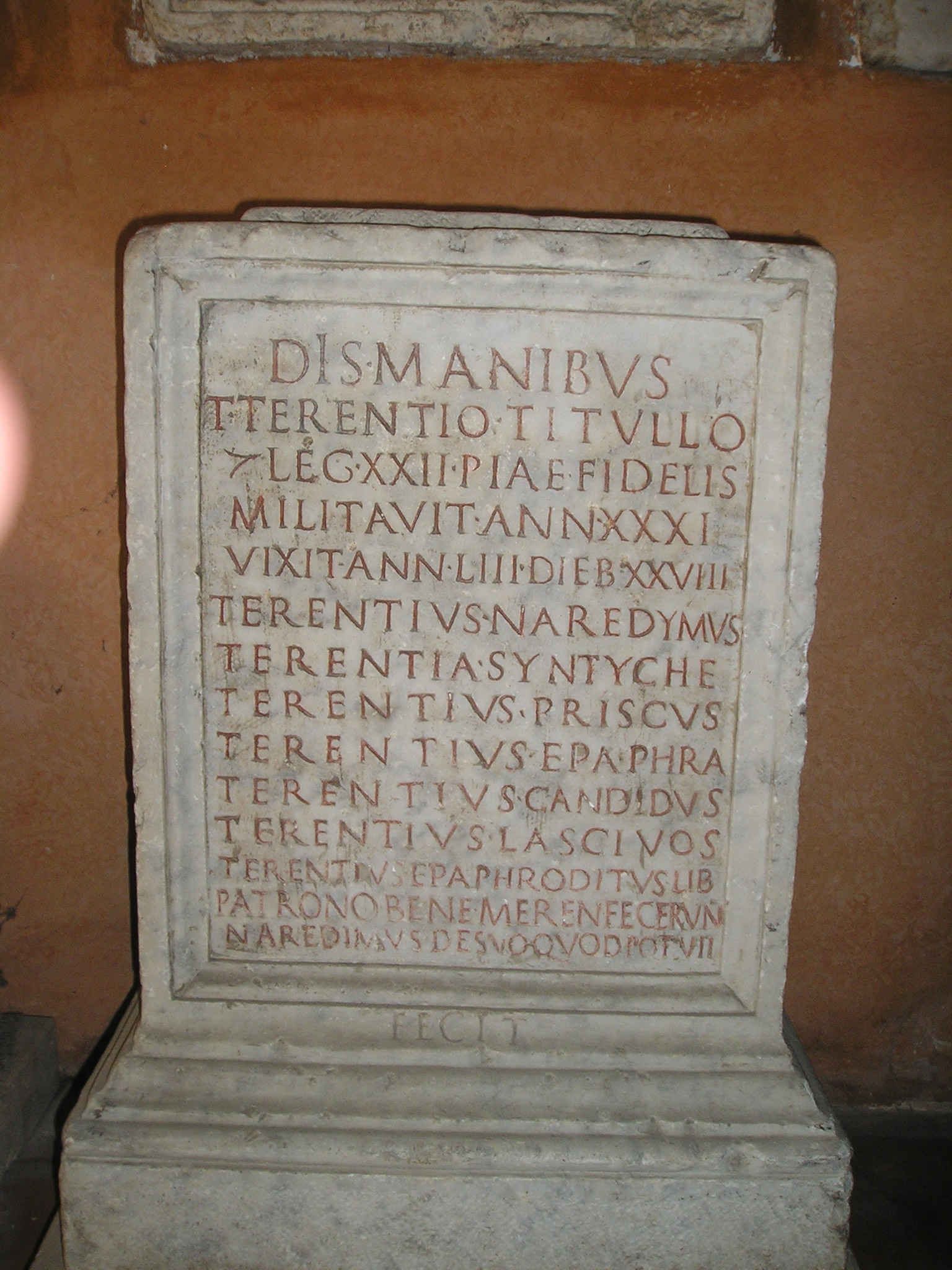
Estela funeraria del centurión de la Legión T. Terentius Titullus, natural de Roma.

### SiglosIyII
Durante el año de los cuatro emperadores, en 69, la XXII Primigenia apoyó a Vitelio, junto con el resto del ejército romano estacionado en las provincias germánicas. Inmediatamente después la XXII Primigenia, liderada por el comandante Cayo Dilio Vócula, fue la única legión que no sufrió grandes pérdidas durante la rebelión de los bátavos. La legión se mantuvo en su puesto de Mogontiacum, que defendió contra ataques rebeldes en dos ocasiones. 
A finales del siglo I, el futuro emperador Adriano sirvió como tribuno militar con la XXII Primigenia, y esta unidad también apoyo a Trajano en su ascenso al poder en 98, combatiendo a sus órdenes en las operaciones de pacificación del limes renano en los años 98-100.
Vexillationes de la unidad operaron en Oriente durante las campañas contra el Imperio Parto de Trajano, Lucio Vero y Septimio Severo.

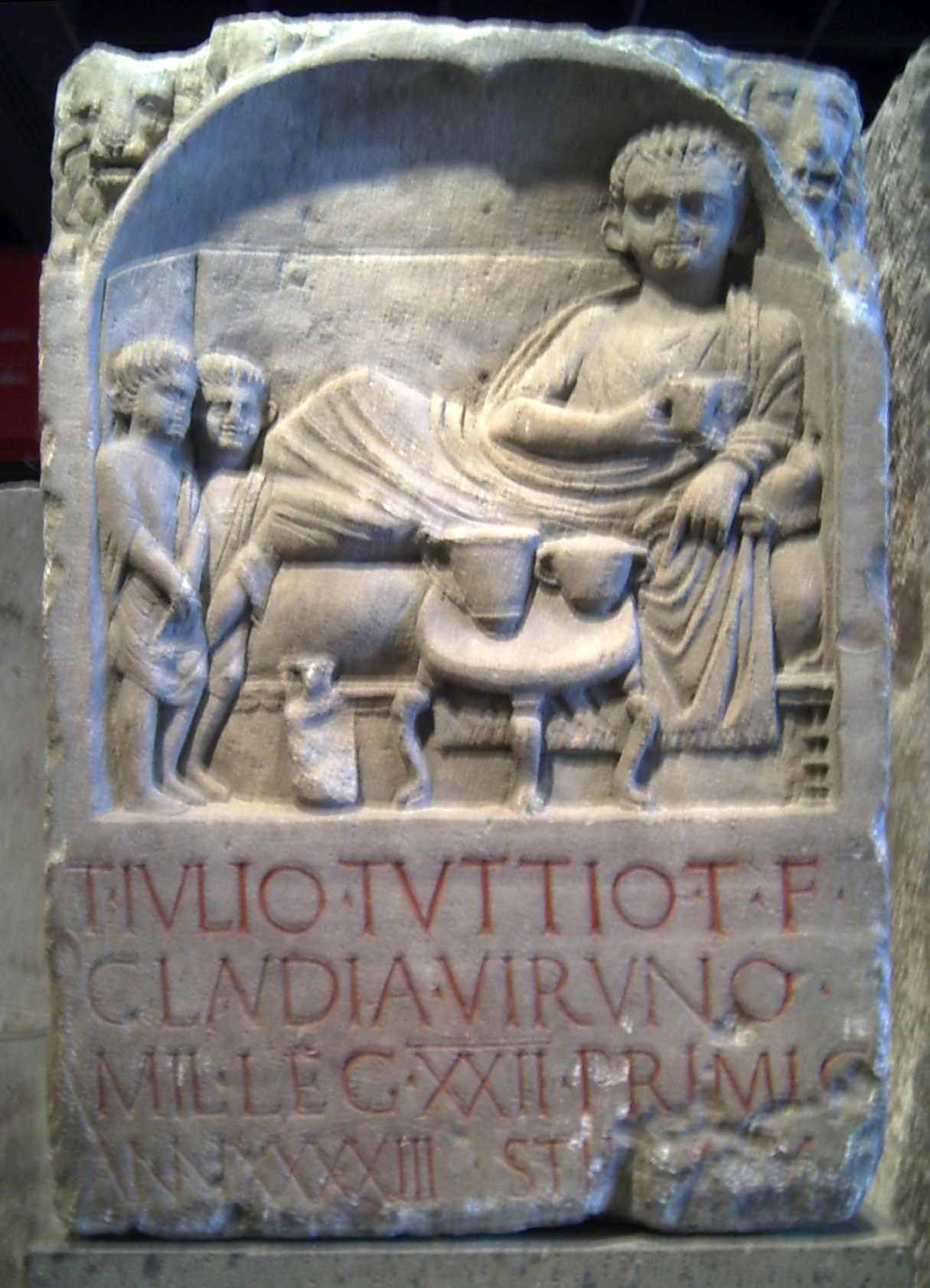
Epitafio del legionario del T. Iulius Tuttus, natural de Virunum en Noricum.

La XXII Primigenia envió también una vexillatio a Britannia para participar en la construcción de secciones del muro de Antonino bajo Antonino Pío.

### SiglosIIIyIV
Ya el siglo III la XXII Primigenia participó en la defensa de Germania Superior desde Mogontiacum contra el ataque de la tribu de los Alamanes en 235, que hizo que el emperador Alejandro Severo fuera a la zona. Cuando este intentó negociar una paz con los invasores, la XXII Primigenia desencadenó un motín que acabó con la muerte violenta del emperador. La sucesión recayó sobre Maximino el Tracio, un centurión local responsable de la iniciativa de la revuelta. El episodio es un buen ejemplo del poder político de las legiones en la crisis del siglo tercero.
En 268, la XXII Primigenia probablemente luchó bajo el mando de Galieno en la Batalla de Naisso, ganando una victoria sobre los godos. Al año siguiente, la XXII Legión se rebeló contra Póstumo y proclamó a su comandante Leliano como nuevo emperador del Imperio Galo.
A principios del siglo IV la legión recibió el título de "Primigenia CV" (presumiblemente Constantiana Victrix). No hay registro de ella después del reinado de Constantino el Grande (r. 306-337). Una fuente sugiere que "pudo haber sido destruida durante la Batalla de Mursa Major (351)".

## Bibliografía

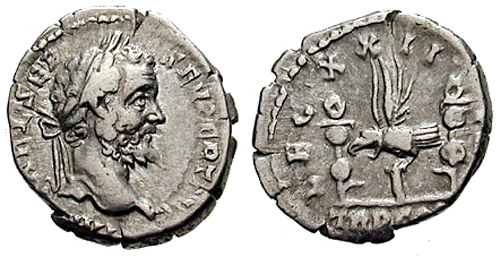
Este denario acuñado en 193 por Septimio Severo, conmemora la Legio XXII Primigenia.